# 욕망의 둥지
《욕망의 둥지》(스페인어: Musarañas)는 스페인에서 제작된 2014년 공포 스릴러 영화이다. 후안페르 안드레스와 에스테반 로엘이 공동 연출하였으며, 마카레나 고메스 등이 출연하였다.
2015년 제29회 고야상에서 분장상을 수상하였으며 여우 주연상(고메스)과 신인 감독상 후보에 올랐다.

## 줄거리
1950년대 마드리드. 심한 광장공포증이 있어 아파트에 틀어박혀 지내는 양재사에게 어느 날 계단에서 떨어져 부상을 입은 이웃 남성이 도움을 청하며 문을 두드린다.

## 출연진
- 마카레나 고메스
- 나디아 데산티아고
- 우고 실바
- 루이스 토사르
- 그라시아 올라요
- 카롤리나 방
- 실비아 알론소

## 기타 제작진
- 분장·헤어: 호세 케트글라스